# 1881年
1881年（1881 ねん）は、西暦（グレゴリオ暦）による、土曜日から始まる平年。明治14年。

## 他の紀年法
- 干支：辛巳
- 日本（月日は一致）
  - 明治14年
  - 皇紀2541年
- 清：光緒6年12月2日 - 光緒7年11月11日
- 朝鮮
  - 李氏朝鮮・高宗18年
  - 檀紀4214年
- 阮朝（ベトナム）：嗣徳33年12月2日 - 嗣徳34年11月11日
- 仏滅紀元：2423年 - 2424年
- イスラム暦：1298年1月29日 - 1299年2月9日
- ユダヤ暦：5641年5月1日 - 5642年4月9日
- 修正ユリウス日(MJD)：8081 - 8445
- リリウス日(LD)：108922 - 109286

※檀紀は、大韓民国で1948年に法的根拠を与えられたが、1962年からは公式な場では使用されていない。

## カレンダー
| 1月 |    |    |    |    |    |    |
| 日  | 月 | 火 | 水 | 木 | 金 | 土 |
|     |    |    |    |    |    | 1  |
| 2   | 3  | 4  | 5  | 6  | 7  | 8  |
| 9   | 10 | 11 | 12 | 13 | 14 | 15 |
| 16  | 17 | 18 | 19 | 20 | 21 | 22 |
| 23  | 24 | 25 | 26 | 27 | 28 | 29 |
| 30  | 31 |    |    |    |    |    |
|     |    |    |    |    |    |    |

| 2月 |    |    |    |    |    |    |
| 日  | 月 | 火 | 水 | 木 | 金 | 土 |
|     |    | 1  | 2  | 3  | 4  | 5  |
| 6   | 7  | 8  | 9  | 10 | 11 | 12 |
| 13  | 14 | 15 | 16 | 17 | 18 | 19 |
| 20  | 21 | 22 | 23 | 24 | 25 | 26 |
| 27  | 28 |    |    |    |    |    |
|     |    |    |    |    |    |    |

| 3月 |    |    |    |    |    |    |
| 日  | 月 | 火 | 水 | 木 | 金 | 土 |
|     |    | 1  | 2  | 3  | 4  | 5  |
| 6   | 7  | 8  | 9  | 10 | 11 | 12 |
| 13  | 14 | 15 | 16 | 17 | 18 | 19 |
| 20  | 21 | 22 | 23 | 24 | 25 | 26 |
| 27  | 28 | 29 | 30 | 31 |    |    |
|     |    |    |    |    |    |    |

| 4月 |    |    |    |    |    |    |
| 日  | 月 | 火 | 水 | 木 | 金 | 土 |
|     |    |    |    |    | 1  | 2  |
| 3   | 4  | 5  | 6  | 7  | 8  | 9  |
| 10  | 11 | 12 | 13 | 14 | 15 | 16 |
| 17  | 18 | 19 | 20 | 21 | 22 | 23 |
| 24  | 25 | 26 | 27 | 28 | 29 | 30 |
|     |    |    |    |    |    |    |

| 5月 |    |    |    |    |    |    |
| 日  | 月 | 火 | 水 | 木 | 金 | 土 |
| 1   | 2  | 3  | 4  | 5  | 6  | 7  |
| 8   | 9  | 10 | 11 | 12 | 13 | 14 |
| 15  | 16 | 17 | 18 | 19 | 20 | 21 |
| 22  | 23 | 24 | 25 | 26 | 27 | 28 |
| 29  | 30 | 31 |    |    |    |    |
|     |    |    |    |    |    |    |

| 6月 |    |    |    |    |    |    |
| 日  | 月 | 火 | 水 | 木 | 金 | 土 |
|     |    |    | 1  | 2  | 3  | 4  |
| 5   | 6  | 7  | 8  | 9  | 10 | 11 |
| 12  | 13 | 14 | 15 | 16 | 17 | 18 |
| 19  | 20 | 21 | 22 | 23 | 24 | 25 |
| 26  | 27 | 28 | 29 | 30 |    |    |
|     |    |    |    |    |    |    |

| 7月 |    |    |    |    |    |    |
| 日  | 月 | 火 | 水 | 木 | 金 | 土 |
|     |    |    |    |    | 1  | 2  |
| 3   | 4  | 5  | 6  | 7  | 8  | 9  |
| 10  | 11 | 12 | 13 | 14 | 15 | 16 |
| 17  | 18 | 19 | 20 | 21 | 22 | 23 |
| 24  | 25 | 26 | 27 | 28 | 29 | 30 |
| 31  |    |    |    |    |    |    |
|     |    |    |    |    |    |    |

| 8月 |    |    |    |    |    |    |
| 日  | 月 | 火 | 水 | 木 | 金 | 土 |
|     | 1  | 2  | 3  | 4  | 5  | 6  |
| 7   | 8  | 9  | 10 | 11 | 12 | 13 |
| 14  | 15 | 16 | 17 | 18 | 19 | 20 |
| 21  | 22 | 23 | 24 | 25 | 26 | 27 |
| 28  | 29 | 30 | 31 |    |    |    |
|     |    |    |    |    |    |    |

| 9月 |    |    |    |    |    |    |
| 日  | 月 | 火 | 水 | 木 | 金 | 土 |
|     |    |    |    | 1  | 2  | 3  |
| 4   | 5  | 6  | 7  | 8  | 9  | 10 |
| 11  | 12 | 13 | 14 | 15 | 16 | 17 |
| 18  | 19 | 20 | 21 | 22 | 23 | 24 |
| 25  | 26 | 27 | 28 | 29 | 30 |    |
|     |    |    |    |    |    |    |

| 10月 |    |    |    |    |    |    |
| 日   | 月 | 火 | 水 | 木 | 金 | 土 |
|      |    |    |    |    |    | 1  |
| 2    | 3  | 4  | 5  | 6  | 7  | 8  |
| 9    | 10 | 11 | 12 | 13 | 14 | 15 |
| 16   | 17 | 18 | 19 | 20 | 21 | 22 |
| 23   | 24 | 25 | 26 | 27 | 28 | 29 |
| 30   | 31 |    |    |    |    |    |
|      |    |    |    |    |    |    |

| 11月 |    |    |    |    |    |    |
| 日   | 月 | 火 | 水 | 木 | 金 | 土 |
|      |    | 1  | 2  | 3  | 4  | 5  |
| 6    | 7  | 8  | 9  | 10 | 11 | 12 |
| 13   | 14 | 15 | 16 | 17 | 18 | 19 |
| 20   | 21 | 22 | 23 | 24 | 25 | 26 |
| 27   | 28 | 29 | 30 |    |    |    |
|      |    |    |    |    |    |    |

| 12月 |    |    |    |    |    |    |
| 日   | 月 | 火 | 水 | 木 | 金 | 土 |
|      |    |    |    | 1  | 2  | 3  |
| 4    | 5  | 6  | 7  | 8  | 9  | 10 |
| 11   | 12 | 13 | 14 | 15 | 16 | 17 |
| 18   | 19 | 20 | 21 | 22 | 23 | 24 |
| 25   | 26 | 27 | 28 | 29 | 30 | 31 |
|      |    |    |    |    |    |    |

## できごと

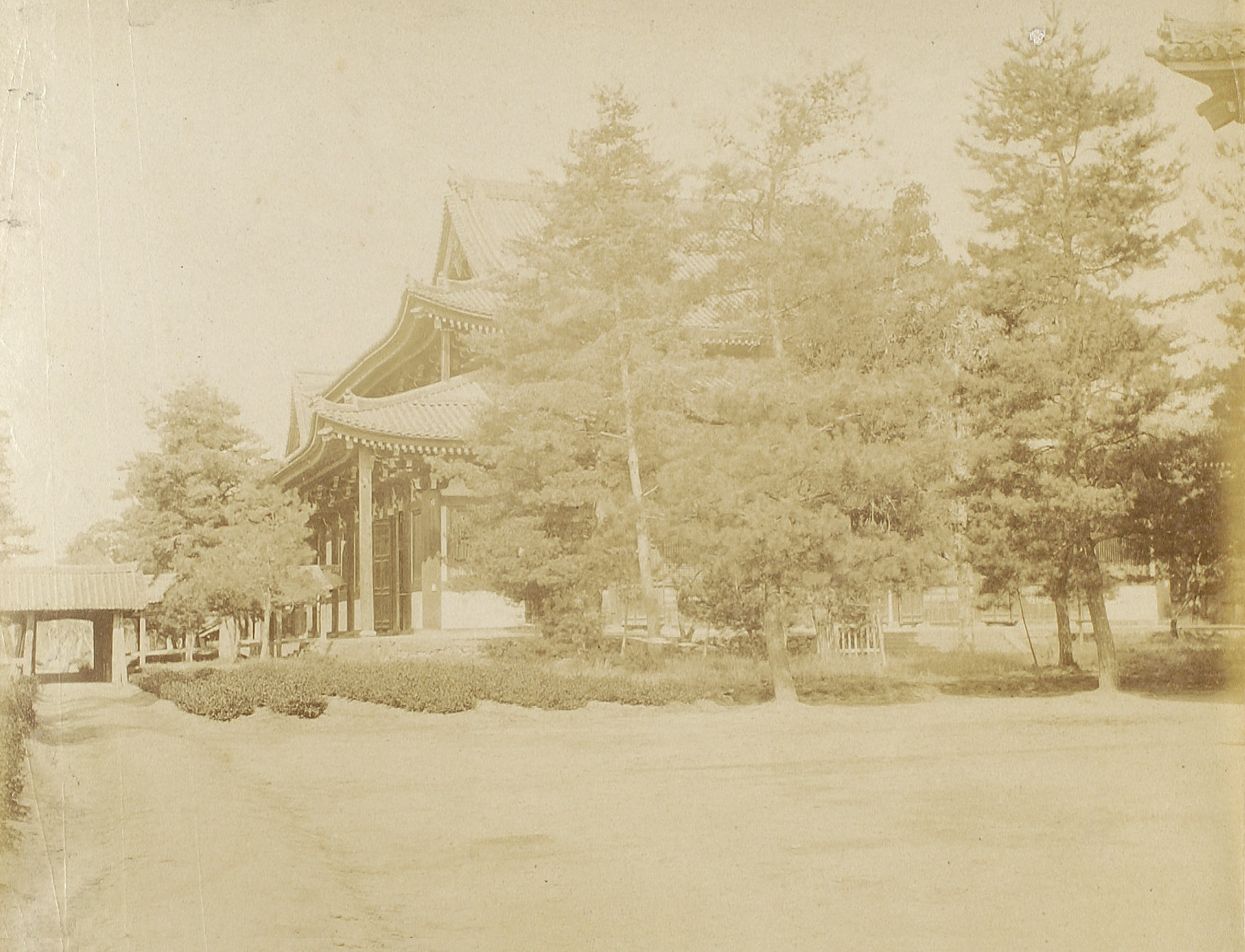
1881年（明治14年）12月16日に焼失した東福寺仏殿（京都府立京都学・歴彩館 京の記憶アーカイブ）。堂内には身の丈五丈の大仏が安置されていた。

### 1月
- 1月4日
  - 警視庁再設置
  - ブラームス「大学祝典序曲」初演（ブレスラウ）
- 1月14日 - 憲兵設置
- 1月17日 - 明治法律学校（後の明治大学）創立
- 1月26日 - 神田大火（神田から出火し隅田川を渡り本所深川まで延焼、焼失10637戸）
- 明工舎(後の沖電気)創業

### 2月
- 2月10日 - オッフェンバック歌劇「ホフマン物語」初演（オペラ＝コミック座）
- 2月11日 - 久松町大火
- 2月15日 - 紅葉館開館
- 2月24日
  - フランスの実業家、フェルディナン・ド・レセップスが、パナマ運河を起工
  - ロシア帝国・清間でイリ条約締結

### 3月
- 3月1日 - 第2回内国勧業博覧会開催（上野公園、 - 6月30日）
- 3月4日
  - ジェームズ・ガーフィールドが第20代米国大統領に就任
  - ハワイ王国国王カラカウアが、10か月に亘る世界一周各国歴訪旅行のアジア最初の訪問地として日本を訪問、日本を訪問した初の国家元首となる（同月22日まで滞在）。同月11日、赤坂仮御所を訪問、明治天皇との単独会談を行い、ハワイ・アジア連合を構築し明治天皇がその盟主となること、また姪のカイウラニを日本の皇室に嫁がせることなどを提案する[注 1]。
- 3月13日 - ロマノフ朝第12代皇帝アレクサンドル2世が暗殺される。翌日アレクサンドル3世が第13代皇帝に即位。
- 3月18日 - 東洋自由新聞創刊（主筆中江兆民）
- 3月23日 - 第一次ボーア戦争: 停戦協定
- 3月26日 - ルーマニア王国成立（初代国王カロル1世）

### 4月
- 4月1日 - 大阪鐵工所設立
- 4月5日 - 大日本農会創立
- 4月7日 - 農商務省設置（初代農商務卿河野敏鎌）
- 4月8日 - 三省堂創業（亀井忠一）
- 4月18日 - 大英自然史博物館開館
- 4月27日 - ロシア帝国でエリザヴェトグラードからポグロムが始まる
- 4月28日 - 会計法制定
- 4月30日 - 東洋自由新聞廃刊

### 5月
- 5月3日 - セメント製造会社（後の小野田セメント）設立
- 5月12日 - チュニジアがフランスの保護国となる
- 5月16日 - ベルリンで世界初の電気路面電車が走行
- 5月21日 - 全米テニス協会創立
- 5月26日 - 東京職工学校（後の東京工業大学）設立

### 6月
- 6月13日 - 東京物理学講習所(後に東京物理学校を経て東京理科大学となる)が設立され、同日付の郵便報知新聞に広告が掲載される。
- 6月28日 - セルビアがオーストリア＝ハンガリー帝国の保護国となる

### 7月
- 7月2日 - 米ガーフィールド大統領が背後から銃撃を受け重傷を負う（ガーフィールド大統領暗殺事件）
- 7月9日 - 明治生命創業（日本初の生命保険会社）
- 7月14日 - ビリー・ザ・キッドがギャレット保安官に射殺される
- 7月16日 - アイルランド土地法（1880年法）成立
- 7月23日 - チリ・アルゼンチン間で国境条約締結
- 7月24日 - 日本最後の斬首刑が執行
- 開拓使官有物払下げ事件

### 8月
- 8月3日 - 第一次ボーア戦争: プレトリア協定締結
- 8月31日 - 第1回全米シングルス選手権（後の全米オープン）開催（ - 9月3日）

### 9月
- 9月19日 - 米ガーフィールド大統領が死亡
- 9月20日 - 米アーサー副大統領が大統領に昇格

### 10月
- 10月11日 - 大隈重信が罷免される（明治十四年の政変）
- 10月12日 - 国会開設の詔（9年後の国会開設を約束）
- 10月18日 - 自由党結成（板垣退助）
- 10月22日 - ボストン交響楽団第1回演奏会
- 10月26日 - 保安官のワイアット・アープとクラントン兄弟らアウトロー「カウボーイズ」がアリゾナ州トゥームストーンのO.K.コラル付近で銃撃戦（OK牧場の決闘）

### 11月
- 11月5日 - 仏フェリー内閣総辞職
- 11月11日 - 日本鉄道設立（日本初の私鉄）
- 11月14日 - 仏ガンベッタ内閣成立

### 12月
- 12月4日 - ロサンゼルス・タイムズ創刊
- 12月8日 - 褒章条例公布（紅綬・緑綬・黄綬・紫綬・藍綬・紺綬の褒章を規定）
- 12月16日 - 九条道家の発願で造立された東福寺大仏が失火のため焼失する[1]。
- 12月28日 - 陸軍刑法・海軍刑法制定

### 日付不詳
- ドイツの歴史家、レオポルト・フォン・ランケ、『世界史』の編纂に着手
- スーダン地方で、マフディーの反乱
- エジプトで、アラービー＝パシャの反乱
- イタリア王国、セルビアと秘密条約締結
- 北ボルネオ特許会社の北ボルネオ領有(マレーシアのサバ州)
- シオンのものみの塔冊子協会(現・ものみの塔聖書冊子協会)設立
- 12月、高知県高知市の堀詰に芝居小屋である「堀詰座」が建てられる[2]。

## 生物学
- アンゲリーナ・ヘッセが細菌培養用培地を開発する。アンゲリーナ・ヘッセはウォルター・ヘッセの妻で、ウォルター・ヘッセがロベルト・コッホから空中浮遊菌の研究を依頼され、妻に細菌の培養地の代替を相談した時、アガー・アガーを提案した。[3]

## 誕生

### 1月
- 1月1日 - 横山運平、俳優（+ 1967年）
- 1月1日 - 押川清、野球選手（+ 1944年）[4]
- 1月15日 - 石原純、理論物理学者・歌人（+ 1947年）
- 1月28日 - 岩崎俊弥、旭硝子創業者（+ 1930年）

### 2月
- 2月4日 - フェルナン・レジェ、画家（+ 1955年）
- 2月11日 - カルロ・カッラ、画家（+ 1966年）
- 2月12日 - アンナ・パヴロワ、バレリーナ（+ 1931年）
- 2月22日 - 濱田耕作、考古学者（+ 1938年）

### 3月
- 3月12日[要出典] - ムスタファ・ケマル・アタテュルク、トルコ初代大統領（+ 1938年）
- 3月19日 - 森田草平、作家・翻訳家（+ 1949年）
- 3月23日 - ロジェ・マルタン・デュ・ガール、フランスの小説家（+ 1958年）
- 3月23日 - エゴン・ペトリ、ピアニスト（+ 1962年）
- 3月23日 - ギャビー・クラバス、メジャーリーガー（+ 1963年）
- 3月23日 - ヘルマン・シュタウディンガー、化学者（+1965年）
- 3月25日 - バルトーク、作曲家（+ 1945年）
- 3月26日 - グッチオ・グッチ、起業家（+ 1953年）

### 4月
- 4月12日 - 朝比奈泰彦、薬学者（+ 1975年）
- 4月16日 - 永井柳太郎、政治家（+ 1944年）

### 5月
- 5月1日 - ピエール・テイヤール・ド・シャルダン、カトリック司祭・古生物学者・地質学者（+ 1955年）
- 5月11日 - セオドア・フォン・カルマン、航空工学研究者（+ 1963年）
- 5月14日 - エド・ウォルシュ、元メジャーリーガー（+ 1959年）
- 5月31日 - ハインリヒ・ブルガー、フィギュアスケート選手（+ 1942年）

### 6月
- 6月3日 - ミハイル・ラリオーノフ、画家（+ 1964年）
- 6月6日 - 藤井達吉、工芸家・図案家（+ 1964年）
- 6月30日 - ニール・ボール、メジャーリーガー（+ 1957年）

### 7月
- 7月1日 - エドワード・ベイリー、地質学者（+ 1965年）
- 7月4日 - ナタリア・ゴンチャロワ、美術家・デザイナー（+ 1962年）
- 7月9日 - 松岡映丘、日本画家（+ 1938年）
- 7月21日 - ジョニー・エバース、メジャーリーガー（+ 1947年）
- 7月24日 - 大谷米太郎、ホテルニューオータニ創立者（+ 1968年）
- 7月26日 - 小山内薫、劇作家・演出家（+ 1928年）
- 7月27日 - ハンス・フィッシャー、ドイツの化学者（+ 1945年）
- 7月28日 - レオン・スピリアールト、画家（+ 1946年）

### 8月
- 8月1日 - 会津八一、歌人・美術史家・書家（+ 1956年）
- 8月6日 - アレクサンダー・フレミング、細菌学者（+ 1955年）
- 8月12日 - セシル・B・デミル、映画監督（+ 1959年）
- 8月19日 - ジョルジェ・エネスク、音楽家（+ 1955年）
- 8月27日 - 岩波茂雄、岩波書店の創業者（+ 1946年）
- 8月29日 - 山下新太郎、洋画家（+ 1966年）

### 9月
- 9月5日 - オットー・バウアー、政治家・社会学者・哲学者（+ 1938年）
- 9月8日 - 井戸泰、医学者（+ 1919年）
- 9月25日 - 魯迅、小説家・思想家（+ 1936年）

### 10月
- 10月1日 - ウィリアム・ボーイング、ボーイングの設立者（+ 1956年）
- 10月11日 - ルイス・フライ・リチャードソン、数学者、気象学者（+ 1953年）
- 10月25日 - パブロ・ルイス・ピカソ、画家（+ 1973年）

### 11月
- 11月8日 - アルベール・グレーズ、画家（+ 1953年）
- 11月19日 - 田中長一郎、田中鉱山副社長（+ 1969年）
- 11月25日 - ヨハネ23世、ローマ教皇（+ 1963年）
- 11月28日 - シュテファン・ツヴァイク、小説家・評論家（+ 1942年）

### 12月
- 12月3日 - 林献堂、政治家（+ 1956年）
- 12月16日 - 乃木保典、軍人（+　1904年）
- 12月17日 - 田邊宗英、実業家（+ 1957年）
- 12月17日 - イングバル・ブリン、フィギュアスケート選手（+ 1947年）
- 12月20日 - ブランチ・リッキー、元メジャーリーガー（+ 1965年）
- 12月25日 - 倉田白羊、洋画家（+ 1938年）
- 12月29日 - ジェス・ウィラード、プロボクサー（+ 1968年）
- 12月30日 - 小杉放庵、洋画家（+ 1964年）

### 日付不詳
- 日付不詳 - セントサイモン（サラブレッド）、大種牡馬（+ 1908年）

## 死去

### 1月
- 1月6日 - アンリ・ヴュータン、ヴァイオリニスト・作曲家（* 1820年）
- 1月28日 - フョードル・ドストエフスキー、小説家（* 1821年）

### 2月
- 2月4日 - ジョン・ビグスビー、医師・地質学者（* 1792年）
- 2月15日 - 大政、侠客（* 1832年）

### 3月
- 3月7日 - フランツ・ミクロシッチ、言語学者（* 1813年）
- 3月13日 - アレクサンドル2世、ロマノフ朝第12代ロシア皇帝（* 1818年）
- 3月15日 - フランツ・フォン・ディンゲルシュテット、詩人・劇作家・劇場支配人（* 1814年）
- 3月23日 - ニコライ・ルビンシテイン、音楽家（* 1835年）
- 3月28日 - モデスト・ムソルグスキー、作曲家（* 1839年）

### 4月
- 4月19日 - ベンジャミン・ディズレーリ、イギリス首相（* 1804年）

### 5月
- 5月26日 - ヤーコプ・ベルナイス、言語学者（* 1824年）

### 6月
- 6月23日 - マティアス・ヤーコプ・シュライデン、植物学者（* 1804年）

### 7月
- 7月14日 - ビリー・ザ・キッド、ガンマン（* 1859年）
- 7月17日 - ジム・ブリッジャー、罠猟師・探検家（* 1804年）

### 9月
- 9月19日 - ジェームズ・ガーフィールド、第20代アメリカ合衆国大統領 (* 1831年)

### 10月
- 10月31日 - ジョージ・W・デロング、海軍士官、探検家（* 1844年）

### 11月
- 11月25日 - テオバルト・ベーム、発明家・音楽家（* 1794年）

### 12月
- 12月3日 - 伊達邦賢（旧仙台藩一門第九席・中津山藩第7代当主）（* 1837年）
- 12月17日 - ルイス・ヘンリー・モーガン、文化人類学学者（* 1818年）